# Напрудный переулок
Напру́дный переу́лок — улица в центре Москвы в Мещанском районе Центрального административного округа между улицами Гиляровского и Щепкина.

## История
В прошлом переулок назывался Смирновский по фамилии домовладельца Павла Ивановича Смирнова, на земле которого сложился переулок. Он передал переулок городу в 1882 году. Название Напрудный употребляется с конца XIX века. Оно сохраняет память о селе Напрудное (Напрудское), известном с 1328 года и существовавшем еще в XVII веке как Напрудная дворцовая слобода, и о реке Напрудной.

## Расположение

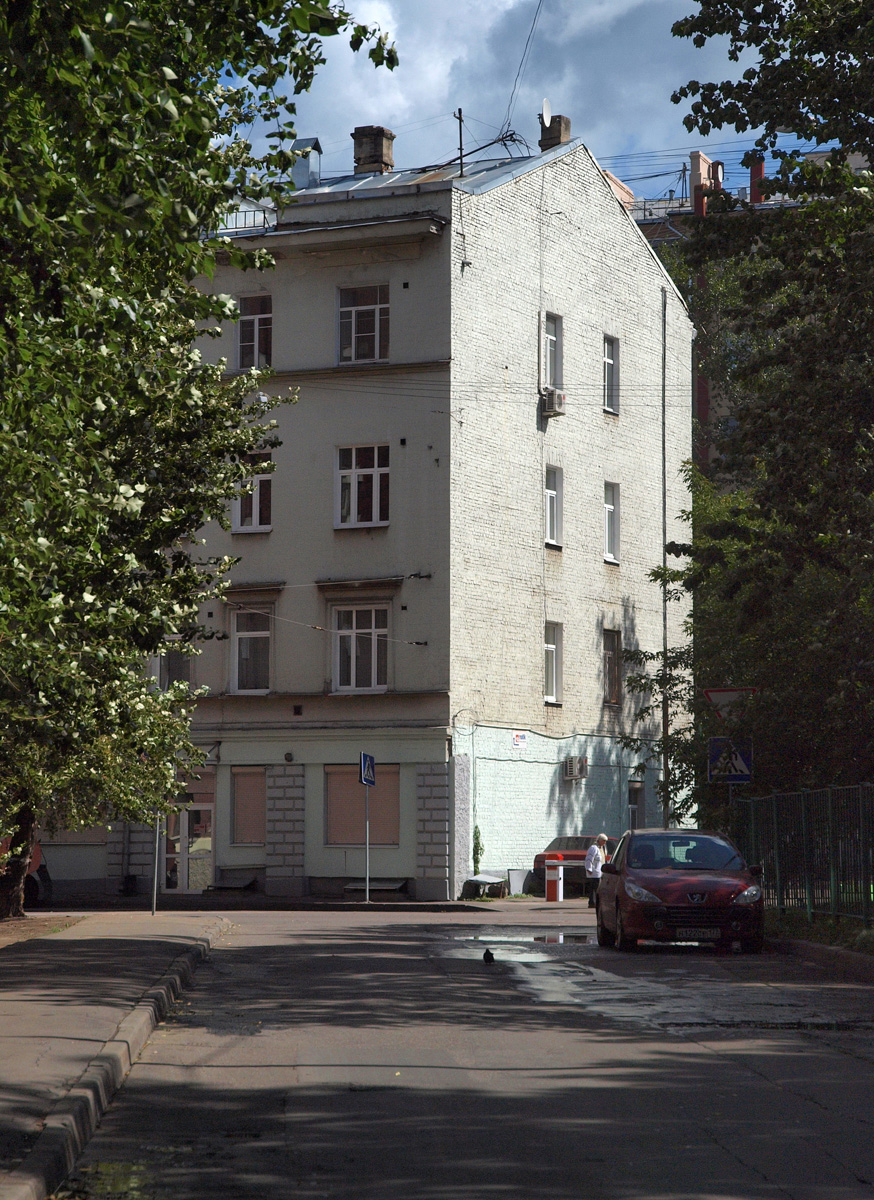
Напрудный переулок. Вид на улицу Гиляровского.

Напрудный переулок начинается от улицы Гиляровского, проходит на запад параллельно Трифоновской улице и заканчивается на улице Щепкина.

## Примечательные здания
Историческая застройка сохранилась в середине переулка по чётной стороне, а также в конце переулка — по нечётной.
- Дом 8 — образовательный центр «Меганом»;
- Дом 10, строение 2 — Московская высшая школа экспертизы АНО; Центр экспертно-аналитических исследований;
- Дом 10, строение 3 — Институт изучения Израиля;
- Дом 13, строение 1 — детский сад № 1589.
- Дом 15 — трёхэтажное здание постройки до 1917 года.
- Дом 17 — бывший Дом дешёвых квартир для одиноких им. Г. Г. Солодовникова, архитекторы И. И. Рерберг, М. М. Перетяткович, инженер Т. Я. Бардт, построен в 1907—1908 гг. памятник архитектуры (вновь выявленный объект)